# آندریا دی گرازیا
آندریا دی گرازیا (انگلیسی: Andrea Di Grazia؛ زادهٔ ۸ مهٔ ۱۹۹۶) بازیکن فوتبال است.
از باشگاه‌هایی که در آن بازی کرده‌است می‌توان به باشگاه فوتبال کاتانیا اشاره کرد.